# Studsvik

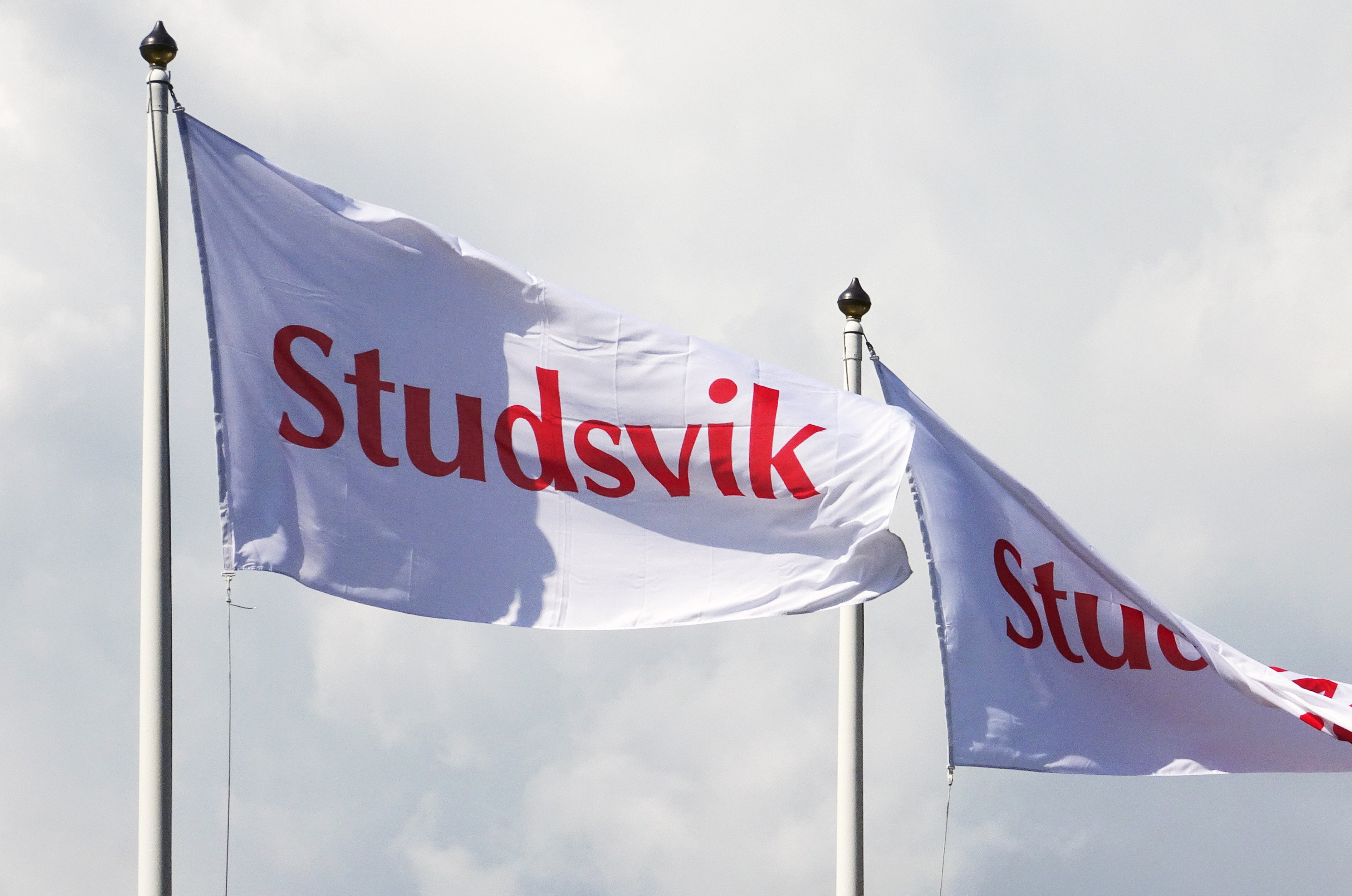

Studsvik est un groupe industriel suédois actif dans le domaine des technologies nucléaires :
- instrumentation nucléaire
- dosimétrie et radioprotection
- technologie du combustible nucléaire
- irradiation de matériaux
- traitement des déchets radioactifs
- ingénierie et services aux centrales nucléaires

La société est basée à Nyköping, en Suède, et dispose de cinq divisions : la Suède, le Royaume-Uni, l'Allemagne, les États-Unis et les services internationaux.
Aux Etats-Unis, Studsvik dispose d'une installation de traitement des déchets radioactifs à Erwin (Tennessee). L'installation fonctionne en partenariat avec la société américaine Waste Control Specialists dans le Comté d'Andrews au Texas. La société Studsvik construit à Erwin en 1999 le procédé THOR (pour Thermal Organic Reduction) pour traiter une grande variété de déchets radioactifs liquides de faible activité
En Angleterre, Studsvik a obtenu une licence en janvier 2008 pour une usine de recyclage des métaux radioactifs du centre de stockage de Drigg, près du complexe nucléaire de Sellafield. 
En Suède, l'installation de recyclage des métaux de Studsvik a ouvert ses portes en septembre 2009. Les déchets radioactifs métalliques dits de très faible activité (TFA) sont fondus dans cette installation. En avril 2016, les activités de démantèlement et traitement-recyclage de déchets radioactifs de l’entreprise STUDSVIK sont vendues à EDF. 

## Historique

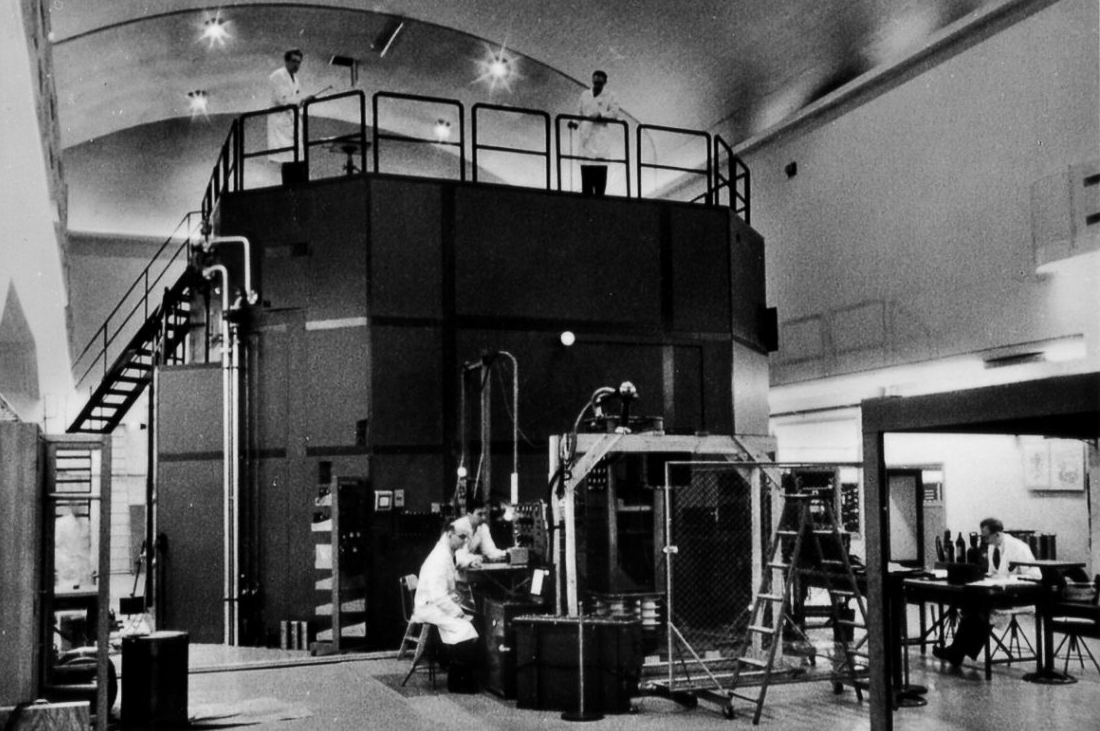
Réacteur R1 à l'institut royal de technologie

En 1947, la société est créée sous le nom de AB Atomenergi. À l'origine, l'objectif de cette entreprise est de concevoir des réacteurs nucléaires expérimentaux et de développer des méthodes d'extraction pour les gisements d'uranium suédois, à la fois pour les besoins civils et militaires. La société a été créée conjointement par le gouvernement et l'industrie suédoise. 
AB Atomenergi est alors une entreprise située au cœur du programme nucléaire civil de la Suède. En particulier, le premier réacteur nucléaire suédois, nommé R1, est construit en 1954 par AB Atomenergi à l'Institut royal de technologie à Stockholm.  Mais l'entreprise publique AB Atomenergi est aussi associée au programme nucléaire militaire de la Suède.
Après avoir progressivement été privatisée, la société est rebaptisée Studsvik Energiteknik AB en 1978, puis en 1987 Studsvik AB, qui est le nom actuel du groupe. Studsvik est le nom de la propriété à l'est de Nyköping, où l'entreprise avait déménagé dans les années 1960.
Le 27 décembre 2001, un colis transportant des matériaux radioactifs (billes d'iridium 192) expédié de Suède par la société Studsvik vers les États-Unis provoque l'incident nucléaire de Roissy.
En 2012, Studsvik et l'entreprise américaine Westinghouse ont créée NDCon, une entreprise spécialisée dans le démantèlement.
Le 20 avril 2016, Studsvik signe un accord avec EDF sur les activités de déconstruction de centrales nucléaires et de gestion des déchets radioactifs.
En décembre 2016, Studsvik signe un contrat avec Areva pour poursuivre les études d'ingénierie liées à la mise en place de la technologie THOR dans l'unité de traitement des nitrates (TDN) qui est en projet à l'usine Areva Malvési près de Narbonne. Un paiement de 18 millions de couronnes suédoises (1,85 million d'euros) est prévu pour la réalisation du contrat.